# Museo Napoli Novecento 1910-1980
Il Museo Napoli Novecento 1910-1980 è un museo ubicato all'interno del Castel Sant'Elmo, a Napoli. Le opere esposte sono state realizzate da artisti napoletani, o comunque legati alla città, in un arco temporale che va dal 1910 al 1980.
Dal dicembre 2014 il Ministero per i beni e le attività culturali lo gestisce tramite il Polo museale della Campania, nel dicembre 2019 divenuto Direzione regionale Musei.

## Storia
L'idea di raccogliere la testimonianza storica delle avanguardie del XX secolo venne da Nicola Spinosa. La scelta delle 170 opere eseguite da 90 artisti napoletani e non napoletani che comunque hanno legato con la città fu curata al suo tempo da Angela Tecce, direttrice del complesso di Sant'Elmo. Il Museo fu realizzato con i fondi POR- FESR Campania 2007-2013 con il coinvolgimento diretto degli Assessorati al Turismo e ai Beni Culturali della Regione Campania. Il Ministero per I Beni Culturali, per tramite della Direzione Generale per il Paesaggio, le Belle Arti, l'Architettura e l'Arte Contemporanea, si occupata delle infografiche e del materiale audiovisivo per la divulgazione dei contenuti. Altri attori che hanno partecipato alla realizzazione del museo furono Italcoat, Metropolitana di Napoli e Seda Group.
La scelta di usare le carceri alte del castello fu funzionale al fatto che nei dintorni c'erano già allocate la biblioteca di Storia dell'Arte e dell'Architettura intitolata a Bruno Molajoli e la fototeca di Storia dell'Arte gestita direttamente dal Ministero dei Beni Culturali. Gli spazi si articolano intorno ad un corridoio centrale di distribuzione alle ex celle del carcere, queste sono dieci per lato intercomunicanti tra loro creando un percorso che chiude ad anello. La prima sala del percorso inizia con le esperienze della pittura del secondo decennio del Novecento, in linea con gli orientamenti del Liberty a Napoli e del post-impressionismo, per poi concludersi con le più recenti esperienze pop e informali.

## Collezioni
Il museo espone circa 170 opere tra sculture, pitture e grafica, quasi esclusivamente realizzate da artisti napoletani, con l'intento di documentare cronologicamente, secondo l'attuale disposizione, lo sviluppo artistico novecentesco avuto a Napoli, toccando movimenti come il futurismo e il neorealismo.
Tra gli autori delle opere esposte, si ricordano: Enrico Baj, Giovanni Brancaccio, Francesco Cangiullo, Giuseppe Capogrossi, Giuseppe Casciaro, Alberto Chiancone, Vincenzo Ciardo, Carlo Cocchia, Mario Colucci, Mario Cortiello, Luigi Crisconio, Renato De Fusco, Armando De Stefano, Mario Persico, Fortunato Depero, Giuseppe Desiato, Vincenzo Gemito, Emilio Greco, Luigi Mainolfi, Antonio Mancini, Tommaso Marinetti, Umberto Mastroianni, Luigi Mazzella, Emilio Notte, Mimmo Paladino, Guglielmo Peirce, Gianni Pisani, Paolo Ricci, Errico Ruotolo, Quintino Scolavino, Bruno Starita, Ernesto Tatafiore, Raffaele Uccella, Maurizio Valenzi, Antonio Venditti, Gennaro Villani, Eugenio Viti, Giuseppe Antonello Leone.